# Sayaka Shoji
 (juin 2025).
Si vous disposez d'ouvrages ou d'articles de référence ou si vous connaissez des sites web de qualité traitant du thème abordé ici, merci de compléter l'article en donnant les références utiles à sa vérifiabilité et en les liant à la section « Notes et références ».
Sayaka Shoji (庄司 紗矢香, Shōji Sayaka), née le 30 janvier 1983 à Tokyo, est une violoniste classique japonaise. 
Elle est la première Japonaise à avoir remporté le premier prix au concours Paganini à Gênes, en 1999 et elle en est aussi la plus jeune lauréate.

## Biographie
Née dans une famille d’artistes (sa mère est peintre, sa grand-mère poétesse), Sayaka Shoji a passé son enfance à Sienne, en Italie. Elle a d'abord appris le piano, puis a commencé à jouer du violon à l'âge de 5 ans. Elle a suivi à la Hochschule für Musik und Tanz Köln l’enseignement de Zakhar Bron et a été diplômée en 2004. Parmi ses autres professeurs, on peut mentionner Sashko Gawrillow, Uto Ughi et Shlomo Mintz.

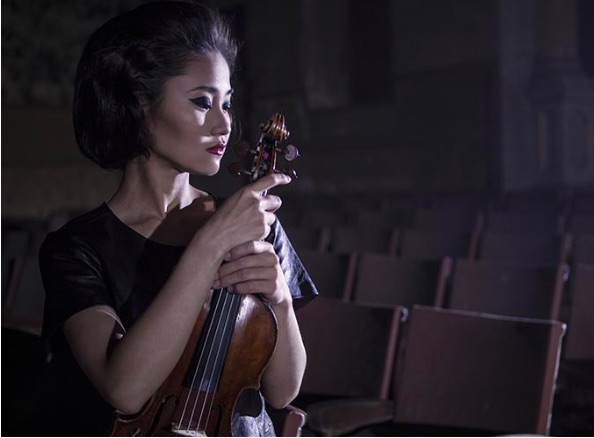
Sayaka Shoji au Château de Franconville avec son Stradivarius Récamier

Zubin Mehta a été son fervent supporter. Quand Sayaka Shoji a auditionné pour lui, en 2000, il a immédiatement modifié son programme afin qu’elle puisse réaliser son premier enregistrement avec l’Orchestre philharmonique d'Israël dès le mois suivant, et l’a ensuite invitée à se produire avec le Bayerische Staatsoper et l’Orchestre philharmonique de Los Angeles.
Depuis lors, Sayaka Shoji est régulièrement invitée par de nombreux orchestres de premier plan, dont  l’Orchestre philharmonique d'Israël, l’Orchestre philharmonique de Berlin, l’Orchestre symphonique de Londres, l’Orchestre symphonique de Baltimore, l’Orchestre philharmonique de Saint-Pétersbourg, l’Orchestre de l'Académie nationale Sainte-Cécile et l’Orchestre symphonique de la WDR de Cologne sous la baguette de Lorin Maazel, Iouri Temirkanov et Semyon Bychkov.
Sayaka Shoji enregistre pour le label Deutsche Grammophon et joue sur un Stradivarius de 1729, le Récamier , mis à sa disposition par Ueno Fine Chemicals Industry Ltd.

## Discographie
- Paganini, Concerto pour violon no 1 ; Poème de Chausson ; Carmen-Fantaisie de Waxman ; Paganiniana de Milstein - Orchestre philharmonique d'Israël, dir. Zubin Mehta (juillet 2000, Deutsche Grammophon)
- Louvre Recital- Itamar Golan, piano (septembre 2001, Deutsche Grammophon)
- Prokofiev, Sonates pour violon et préludes de Chostakovitch - Itamar Golan, piano (décembre 2003, Deutsche Grammophon)
- Concertos pour violon de Mendelssohn et de Tchaïkovski - Orchestre philharmonique de Radio France, dir. Chung Myung-whun (octobre 2005, Deutsche Grammophon)
- Beethoven, Sonates pour violon - Gianluca Cascioli, piano (2010, 3CD Deutsche Grammophon) (OCLC 951985535), (OCLC 951985661 et 951986288)
- Solos de Bach et Reger (2011, Mirare)